# 1992 en rugby à XV
Cette page présente les faits marquants de l'année 1992 en rugby à XV : les principales compétitions et évènements liés au rugby à XV et rugby à sept ainsi que les décès de grandes personnalités de ces sports.

## Événements

### Mars
- L'Angleterre remporte le Tournoi des Cinq Nations en signant un Grand Chelem[1].
  - Article détaillé : Tournoi des Cinq Nations 1992

### Mai
- 30 mai : le SU Agen remporte son 4e Challenge Yves du Manoir après avoir battu Narbonne en finale 23-18 à Brive[2].
- ? mai : seizième édition de la Coupe Ibérique. Les Espagnols du CD El Salvador l'emportent 13-0 face aux Portugais du SL Lisboa.

### Juin
- 6 juin : le RC Toulon est champion de France après sa victoire sur le Biarritz olympique en finale 19-14 pour le dernier match de championnat disputé par l'arrière international de Biarritz Serge Blanco[3].